# Таборище (Нежинский район)
Таборище (укр. Таборище) — бывшее село в Нежинском районе Черниговской области Украины. Село было подчинено Галицкому сельсовету.

## История
Упоминается в 1930-х годах как Табор.
По состоянию на 1987 год нежилое. Решением Черниговского областного совета от 31.07.1997 года село было снято с учёта, в связи с переселением жителей.

## География
Было расположено западнее села Галица и непосредственно южнее села Вольное. По состоянию местности на 1987 год населённый пункт не изображен, есть кладбище. 